# 劍客 (韓國電影)
《劍客》（：／）是一部由崔在勋执导，張赫主演的韩国动作电影。原定于2020年9月17日在韩国上映，但因为2019冠狀病毒病韓國疫情而推迟一周至9月23日上映。 该片预售于55个国家，并参加了第40届夏威夷国际电影节，也被选为2020年印度尼西亚韩国电影节开幕影片。2020年10月在新加坡、台湾等其他多个国家及地区陆续上映。

## 劇情介紹
在中原清朝与明朝，与朝鲜之间的混乱时期，朝鲜国王光海君废位后，朝鲜第一剑客泰律原本隐退江湖多年。然而，在女儿为了治疗他的眼睛而被清朝皇族俘虏后，泰律为了挽救她而被迫再次举起剑。
年輕劍士泰律為在政變中護衛光海君而與當時的第一剑客閔勝浩動手落敗受傷。後與女兒隱居於山中，但視力因傷勢後遺症漸趨模糊，時好時壞。女兒泰玉為治療父親的眼睛，聽從治病和尚的建言，硬拉著泰律到山下的貿易站尋找女商人花仙討取靈驗的草藥。但事情卻與和尚所言有所出入。
其時明清兩方之爭方興未艾，但明廷敗象已露。然而朝鮮因文化之故，雖飽受清廷壓迫，仍視大明為父母之邦，維持外交關係。因政治施壓未見成效，刻薄寡恩殘酷無情的清廷皇族古魯太親率死士前來。朝鮮君臣備感威脅。
花仙銜朝中李判書之命，為之尋找養女。她以治好泰律眼睛為條件，找來泰玉。三方咸感滿意。然而李判書收養民女僅是為了作為親生女兒的替身，以備清人之不擇手段。
暫居於貿易站中的古魯太麾下高手非禮女性，花仙欲維持秩序卻不敵，幸泰律此時趕來。泰律原欲息事寧人，對方卻趕盡殺絕，不得不動手了結對方。
暴露身手的泰律向泰玉講述過去。原來泰玉乃王女，泰律受光海君之託照顧她成人。既是金枝玉葉，泰律自感不能阻止泰玉重享榮華富貴，於是獨自一人回山。
泰律在回山途中遭遇清人伏擊報復。在收拾一干人等後明白事情不對勁，急急趕回貿易站探問詳情，恰逢清廷高手同樣找花仙報復。泰律了結清人救下花仙，兩人趕到李判書居所，卻見屍橫遍野，相干人等不知所踪。
泰律一路追查，找到奴隸營中大開殺戒，救下被俘的女性。但當地只有成年女子，所有少女皆被轉移至古魯太所在。李判書率禁軍向清方要人，朝鮮軍卻不敵清軍火器。泰律跟隨被逼著帶路的奴隸營看守前來，以一當百，殺盡外圍守衛，卻體力耗盡，不支暈倒。
花仙救回泰律，並延緩其病程。泰律醒後殺回古魯太處。此時閔勝浩為避朝鮮兵燹，已屈身事清。泰律再度與閔勝浩對決，雖視力不良，卻仍技高一籌。古魯太殺掉敗北的閔勝浩，再與泰律以泰玉的自由為賭注決鬥。泰律拼死得勝，與泰玉回山隱居，並回憶他與閔勝浩、光海君、及泰玉的緣份。

## 演員陣容

### 主要演员
- 張赫 飾 泰律：朝鲜第一剑客
- 金賢秀 飾 泰玉：泰律的女儿
- 喬·塔斯利姆 飾 古魯太：清朝皇族
- 鄭滿植 飾 閔勝浩：朝鲜军官
- 李娜京 飾 花仙：朝鲜女商人
- 李旼赫 飾 少年泰律 ：朝鲜国王光海君的侍卫

### 其他演员
- 崔鎮鎬 飾 李木遙：朝鲜军官助手
- 池承炫 飾 古魯太的手下
- 池建宇 飾 花参
- 孔尚雅 飾 酒母
- 申在焕 飾 死神
- 千英岩 飾 武官
- 尹承勋 飾 赵忠

### 特别演出
- 張鉉誠 飾 朝鮮國王光海君

## 外部連結
- 互联网电影数据库（IMDb）上《劍客》的资料（英文）
- 《劍客》在HanCinema的页面（英文）（英文）
- NAVER電影 （页面存档备份，存于）